# مارك وليامز (كاتب)
مارك وليامز (بالإنجليزية: Mark Williams)‏ هو كاتب نيوزلندي، ولد في 1951.

## وصلات خارجية
- الموقع الرسمي